# Imperia Online
Imperia Online é uma empresa búlgara de produção e publicação de jogos, fundada por Mony Dochev e Dobroslav Dimitrov. Com sede em Sófia, Bulgária, no início a empresa concentrou-se no desenvolvimento de jogos baseados em navegador. O produto principal é o Imperia Online, mas depois ela começou a desenvolver jogos também para aplicativos móveis.
Em 21 de setembro de 2018, Imperia Online tornou-se parte de Stillfront Group, um grupo de criadores independentes, editores e distribuidores de jogos. Stillfront opera através de 11 subsidiárias quase autónomas: Imperia Online na Bulgária; Bytro Labs, OFM Studios, Goodgame Studios e Playa Games na Alemanha; Coldwood Interactive na Suécia; Power Challenge no Reino Unido e Suécia; Dorado Online Games em Malta; Simutronics nos Estados Unidos; Babil Games nos Emirados Árabes Unidos e Jordânia; e eRepublik na Irlanda e Romênia. Os jogos de Stillfront são distribuídos em todo o mundo. Os principais mercados são a Alemanha, os Estados Unidos, a França, o Reino Unido e o Norte da África.
Em janeiro de 2019, a empresa já conta com mais de 25 jogos no seu portfólio e tem vários outros em desenvolvimento. Hoje em dia, a empresa desenvolve jogos para navegadores web, iOS, Android, Windows Phone, Steam e redes sociais como Facebook, Odnoklassniki e Vkontakte.

## História
Imperia Online JSC foi oficialmente fundada em setembro de 2009, mas a ideia nasceu no ano de 2005, junto com o desenvolvimento do seu maior produto de mesmo nome: o  MMORTS Imperia Online. As pesquisas necessárias para a criação da mecânica do jogo e a programação do principal produto da empresa foram feitas pelos fundadores da empresa: Dobroslav Dimitrov - gameplay designer; e Mony Dochev, que naquela altura trabalhava como desenvolvedor freelancer.
Em janeiro de 2005, a ideia passa a ser realizada e no dia 23 de agosto, a 1° Era do 1° Reino do Imperia Online ganha vida e se inicia a história.
No ano de 2006, foram lançados reinos de duas versões atualizadas do Imperia Online. O jogo passou a ser traduzido para mais 12 idiomas diferentes, graças a tradutores independentes e aos contratados pela empresa. O primeiro torneio do Imperia Online "Invasões Nômades" é realizado durante o mesmo ano.
Em 2007, a Imperia Online JSC lança Galactic Imperia - um novo projeto, baseado na web, com o contexto militar moderno.
Quase um ano inteiro para conceituar uma mecânica de jogo complicada leva à publicação final do Global Wars, em março de 2008.
Em 2009, a Imperia Online JSC lança o seu primeiro jogo de RPG - Imperial Hero. O RPG é publicado depois de um ano de desenvolvimento. Novamente em 2009, Ludo é lançado para iOS e Facebook - O clássico jogo de tabuleiro baseado em turnos agora pode ser jogado com milhares de jogadores reais online.
No ano seguinte, em 2010, a Imperia Online JSC lança Online Artillery - um jogo baseado em tiro de canhão.
Em 2011, é realizada a primeira Liga Mundial de Imperia Online, com a equipe nacional da Bulgária ganhando o primeiro lugar.
Em 2012, é realizada a segunda edição da Liga Mundial, conquistada novamente pelos Búlgaros. A estratégia medieval tem a sua aparição oficial na App Store da Apple. Em 2012, a Imperia Online JSC foi um dos expositores no On!Fest.
Em 2013, vem o terceiro torneio da Liga Mundial de Imperia Online, desta vez vencido pela equipe nacional da Croácia. Por essa altura, já havia mais de 100 pessoas que trabalham na empresa; e foi aberta a escola para desenvolvedoras de jogos, a primeira do seu tipo, chamada Training camp. Ao longo de 2013, o principal produto da empresa Imperia Online mantém-se espalhando ao ser lançado em iOS e na maior rede social russa, a Odnoklassniki. No mesmo ano, torna-se também disponível para usuários do Android. No outono de 2013, a versão mais recente e atual de Imperia Online é lançada - a Versão 6, chamada "Os Nobres”, com novo design gráfico e uma gameplay enriquecida e bem diferente. Em 2013, a Imperia Online é um dos expositores na Gamescom, Dubai World Expo Game e On! Fest. No mesmo ano, a Imperia Online patrocina a equipe búlgara Boogie Woogie Dance para o Campeonato Mundial em Moscou, Rússia. A empresa também patrocinou Sofia Game Jam, Intergame, Tallinn e a #archHackaton.
Em 2014, "IO: Os Nobres" também é lançado para Android, Windows Phone e Facebook; e a Microsoft escolheu Imperia Online para sua seção "Destaque" na Windows Store. No segundo semestre de 2014, a Imperia Online JSC lança vários jogos para celular, começando com Mad Moles e Online Artillery 2. Em agosto, ambos estão disponíveis para iOS e Facebook. Mais tarde naquele ano, Mad Moles recebe também uma versão do Android. Em outubro, Rocket Chameleon é lançado para Facebook e iOS; e mais tarde, obtêm uma versão do Android também. Em novembro, Imperia Online lança Egg Tales para iOS.  - um jogo casual que segue as aventuras de um ovo que caiu da segurança de seu ninho no fundo de uma caverna assustadora. O jumper de arcade rapidamente subiu para o topo da App Store búlgara na categoria Free. Nesse meio tempo, a partir de meados de outubro até ao final de novembro de 2014, a quarta Liga Mundial de Imperia Online é realizada, desta vez conquistada pelo Brasil. Em 2014, Imperia Online patrocina o Black Sea Solo Kayak Expedition e HackFMI; e também é um dos expositores na Gamescom, Cologne and Intergame, Tallinn. A Imperia Online é um dos principais patrocinadores do Launchub; e também é um membro da BAIT (Bulgarian Association of Information Technologies) e BASSCOM (Bulgarian Association of Software Technologies).
Em janeiro de 2015, a Imperia Online JSC lança o jogo Seasons of War para Android, baseado em uma era medieval e organizado em turnos de estações, que permitem ao jogador tornar-se o governador de uma cidade imperial distante e desenvolvê-la através de um governo sagaz. Nesse ano, o RPG imperial Hero II, um remake do Imperial Hero, é lançado para o Android, Facebook e web. Imperia Online para Windows Phone é publicado pela Game Troopers e se torna um featured title na Xbox da Microsoft. Em 2015,  Seasons of War é lançado para iOS. Em janeiro desse ano, Jolly Join é lançado para iOS - um quebra-cabeça de correspondência de cores encantadora, com regras simples. Naquele mesmo mês, a Imperia Online lançou Golem Wars para iOS, um jogo de estratégia baseado em turnos que permite ao jogador tornar-se o mestre de um exército golem. Em fevereiro de 2015, Robo Risk é lançado para iOS, sendo um simulador de escalada sci-fi, com geração de nível aleatório e jogabilidade infinita. Naquele mesmo mês, Imperia Online lançou Cluster Six para iOS - um jogo sidescroller que envia o jogador ao futuro. Mais uma vez, em fevereiro de 2015, Egg Tales é lançado para Android. Em junho de 2015, Imperia Online lança Ishi - um jogo de arcade para Android, onde o jogador assume o controle sobre uma criatura de pedra, chamada Ishi. Ele tem que navegar por um caminho em torno de profundas cavernas escuras durante a coleita de pedras preciosas e derrotar os vilões desagradáveis. Em outubro, a Imperia Online lança Ludo Blitz para iOS, Android e Facebook. O jogo é a versão atualizada do IO Ludo, lançado em 2009. Naquele mesmo mês, FlapOTron 3D Touch é lançado para iOS - os jogadores têm que evitar tocar nas torres usando 3D Touch para controlar a Electron. Ainda em outubro, Imperia Online visita a Game Connection em Paris. O seu diretor executivo, Tsvetan Rússimov, é um dos leitores. Em novembro de 2015, Online Artillery 2.0 é lançado para Android; e também tem uma versão especial de Touch Edition 3D para iPhone 6s. Em 2015, Imperia Online é um dos expositores na Gamescom. Em dezembro de 2015, Ishi GO é lançado para iOS - outro jogo viciante onde os jogadores têm de se esquivar através das rochas, usando o controle 3D Touch. No final do ano, Imperia Online assinou uma parceria com VKontakte; e o jogo Imperia Online para Android e iOS foi integrado na seção de jogos de plataforma.
Em 2016, começou com uma exposição em Casual Connect Amsterdam, na qual Online Artilharia 2 foi nomeada para Indie. Em abril, o Imperia Online foi lançado em Steam. No mesmo mês, Dobroslav Dimitrov, co-fundador de Imperia Online, participou em Webit 2016 em um painel de discussão intitulado ‘Introduction to Endeavor and lessons learned from leveraging global, local or no capital’. Em maio, Imperia Online lançou o jogo Viber Emperors para Android e iOS. O jogo foi traduzido para 30 idiomas, apresentando módulos como "Convide a um amigo de Viber" e tem o seu próprio pacote de adesivos personalizados. Moni Dochev, o outro co-fundador, participou do júri de E-volution Awards de Forbes naquele mês. Novamente em maio,  Ludo Blitz é lançado em Windows Store. Durante o verão Cvetan Rusimov, o diretor executivo de Imperia Online, participou como orador nas conferências Pocket Gamer Connects em Helsínquia e Vancouver, Mobile Game Asia 2016 e Israel Mobile Summit 2016.  Além disso, a empresa participou  em Electronic Entertainment Expo, em Los Angeles, EUA. Em novembro, Cvetan Rusimov foi orador em Game Connection Paris pelo segundo ano consecutivo. Do final de outubro de 2016 até meados de dezembro, a quinta edição da Liga Mundial de Imperia Online foi realizada e vencida pela Polônia.
No início de 2017, em janeiro, Cvetan Rusimov participou em International Mobile Gaming Awards (IMGA) na China, onde ele era um membro do júri. Logo depois ele participou em Mobile Games Forum no Reino Unido, onde foi palestrante. No mês seguinte participou no 4ª edição do programa de investimentos internacionais de GameFounders, como um dos três mentores em Kuala Lumpur, na Malásia. Também neste mês o Imperia Online foi o primeiro jogo de navegador a integrar o ClanPlay - um aplicativo social para melhor comunicação entre os jogadores  no jogo. Enquanto isso, a equipe participou  no Casual Connect em Berlim. Em março a empresa entrou na parceria com Play 3arabi - uma editora de jogos móveis com foco na região do MENA (Oriente Médio e Norte da África). O resultado da parceria é o jogo Kingdoms Online que é uma versão móvel adaptada de Imperia Online para os jogadores de língua árabe na região do MENA. No mesmo mês foi um dos oradores na Global Mobile Game Confederation (GMGC) em Pequim.  Ele participou em outra conferência no final deste mês chamada Digital Games Conference (DGC) em Dubai, onde realizou outra palestra. No final de março 2017 em parceria com a Huawei Company a empresa lançou seu jogo Imperia Online em HiGame - uma plataforma móvel Android de Huawei. No final de março de 2017 em parceria com a Huawei Company a empresa lançou seu jogo Imperia Online em HiGame - uma plataforma móvel Android de Huawei.
Em abril, Cvetan Rusimov foi orador em Reboot Develop 2017.  Ele foi convidado  como palestrante em Game Access  na República Tcheca. Em abril, Cvetan Rusimov foi orador em Reboot Develop 2017.  O diretor executivo foi convidado como palestrante em Game Access na República Tcheca e também se juntou à Casual Connect Asia. Enquanto isso, a empresa ficou entre as 25 melhores empresas com o maior lucro na indústria de TI da Bulgária, de acordo com um estudo da revista Capital. Mariela Tzvetanova, CMO da Imperia Online, foi uma das principais oradoras em Israel Mobile Summit, apresentando a palestra „Beauty and the Beast of Brand Diversification“. No final de junho de  2017 Cvetan Rusimov estava de volta no palco durante Pocket Gamer Connects em San Francisco com a presentação „Why US Games Can’t Copy Their Own Success in China – And How To Fix This“. Enquanto isso, Mariela Tzvetanova participou  em Game Development Summit (GDS) e apresentou „Beauty and the Beast of Brand Diversification“.  O jogo medievál com visão animada Game of Emperors foi lançado em Steam. Mais tarde, em agosto,  o diretor executivo Cvetan Rusimov era lector  em Game Scope e Devcom em Colônia - onde ocupou outra palestra. No início de setembro, Cvetan Rusimov foi orador em Dev.Play Conference. Durante esse tempo,  Mariela Tzvetanova era um dos falantes de Pocket Game Connects em Helsínquia, apresentando “Тор 10 Tips – How To Work With MENA Influencers".  Em outubro, como um parceiro premium de Huawei Mobile, a empresa foi convidada para o anúncio oficial de HiApp Europe, em Berlim. Logo depois, Cvetan Rusimov e Mariela Tzvetanova deram palestras em Game Connection em Paris. No final do ano, o diretor operativo da empresa, Cvetan Rusimov, foi jurado pela segunda vez  em IMGA China. No final de 2017 Game of Emperors foi lançado em Windows.
Em janeiro de 2018, Cvetan Rusimov fez parte do júri de Indie Prize de Casual Connect America. No mesmo mês, a diretora executiva de marketing Mariela Tzvetanova fez uma palestra sobre: 'Gerente de Mídia Social vs. Gerente de Comunidade: Qual é a Diferença?' em Pocket Gamer Connects em Londres. Mais tarde, em fevereiro de 2018, o presidente executivo Dobroslav Dimitrov e o diretor executivo Cvetan Rusimov participaram em Mobile Games Forum em Londres. Em março, os ambos representaram a empresa em GDC e Game Connection em São Francisco. Durante o próximo mês, a diretora executiva de marketing Mariela Tzvetanova e a diretora sênior de marketing e desenvolvimento empresarial, Anya Shopova, participaram na conferência SheLeader em Sofia. No final do mês, o diretor executivo Cvetan Rusimov participou em Digital Games Conference. Em maio de 2018, Cvetan Rusimov foi orador na conferência Nordic Games. E logo depois, junto com a equipe de marketing e desenvolvimento empresarial, participou em Casual Connect em Londres, onde o Game of Emperors foi nomeado para Indie Prize. Naquela época,  Imperia Online já está disponível em Samsung Galaxy App Store e em MI App Store India. Em junho de 2018 o presidente executivo Dobroslav Dimitrov foi anunciado como presidente de BASSCOM. Em agosto a equipe de marketing e desenvolimento empresarial esteve presente em Gamescom. No final de setembro, o presidente executivo Dobroslav Dimitrov foi orador em Game Dev Summit, em Sofia. Enquanto isso, o diretor executivo Cvetan Rusimov, foi orador em Mobile Growth Summit. Em Outubro, a equipe de marketing e desenvolvimento empresarial participou em Casual Connect na Sérvia, onde Kingdoms Online foi nomeado para Indie Prize e o nosso diretor executivo foi entre os oradores na conferência. Enquanto isso, a empresa lançou seu novo programa de publicação de jogos.
Durante o mesmo mês,  Imperia Online JSC participou em Sofia Games Night, logo antes de Dev.Play Conference, onde Cvetan Rusimov foi orador  pelo segundo ano consecutivo. Uma semana depois, o diretor executivo da empresa participou em Conferência White Nights, em Moscou. Depois disso também foi arador em Game Connection em Paris, onde em conjunto com o diretor de marketing e desenvolvimento empresarial  Mario Vasilev, representou a empresa com um expositor junto com Telus International. Em Outubro Cvetan Rusimov participou como um parceiro premium em Huawei Eco-Connect em Roma, Itália.  Enquanto isso, no final do mesmo mês, até meados de dezembro, a 8ª edição da Liga Mundial de Imperia Online foi realizada, mais tarde vencida pela equipa dos Estados Unidos de América. Logo antes do final do ano, Imperia Online já estava disponível em KakaoTalk e One Store para a Coréia.
Em janeiro de 2019, o diretor executivo da empresa Cvetan Rusimov e o diretor de marketing e desenvolvimento empresarial Mario Vasilev, participaram em PGC em Londres. Durante o evento, Mario Vasilev participou num painel com o tema “Managing Your Community Across Platforms”.

## Dados
- A partir de janeiro de 2018 Imperia Online JSC, tem mais de 40 milhões de usuários registrados em seu principal produto Imperia Online.
- As páginas de fãs no Facebook  têm perto de 650 mil fãs.
- A receita anual de Imperia Online JSC para 2017 é de 5,3 milhões de euros.
- A receita para o período 2012/2017 é de 33,2 milhões de euros.
- A empresa de produção de jogo reside atualmente em 1.200 metros quadrados de espaço de escritório no mais luxuoso edifício de escritórios da Bulgária - Infinity Tower.[29]
- A partir de janeiro de 2018 Imperia Online JSC tem mais de 70 funcionários.
- Imperia Online JSC e seus produtos são populares em mais de 194 países.

## Jogos
| Título             | Ano  | Plataforma(s)                               | Gênero                    | Descrição |
| ------------------ | ---- | ------------------------------------------- | ------------------------- | --- |
| Imperia Online     | 2005 | Browser, Steam, iOS, Android, Windows Phone | MMORTS                    | Jogo de estratégia ambientado na Era Medieval, onde o jogador desenvolve seu império através de construções, pesquisas e batalhas.                                                                            |
| Galactic Imperia   | 2007 | Browser                                     | MMORTS                    | O jogador assume o controle de um comandante de um planeta cheio de recursos, que devem ser usados para construir uma frota de naves espaciais e destruir a oposição.                                         |
| Global Wars        | 2008 | Browser                                     | MMORTS                    | Uma simulação de universo paralelo, com modernos sistemas e tecnologias econômicas, políticas e militares para desenvolver seu estado e conquistar os outros.                                                 |
| Imperial Hero      | 2009 | Browser, Android                            | MMORPG                    | Um jogo multiplayer que leva os jogadores para as terras incríveis do Império Ayarr que aguarda todos os heróis que querem alcançar a glória e a imortalidade.                                                |
| Ludo               | 2009 | iOS, Browser                                | Turn-based Board Game     | É um jogo de tabuleiro baseado em turnos para 2-4 pessoas, um dos jogos familiares mais jogados do mundo. Jogo familiar.                                                                                      |
| Online Artillery   | 2010 | iOS, Android, Browser                       | Turn-based cannon shooter | Uma versão melhorada do clássico jogo de artilharia de 8 bits. |
| Mad Moles          | 2014 | iOS, Android, Browser                       | Arcade game               | Baseado no conceito clássico de whack-a-mole, mas com um toque. |
| Online Artillery 2 | 2014 | iOS, Android, Browser                       | Turn-based cannon shooter | A versão atualizada de Online Artillery de 2010. |
| Rocket Chameleon   | 2014 | iOS, Android                                | Arcade game               | Uma mistura divertida de correspondência de cores e corredor sem fim. |
| Egg Tales          | 2014 | iOS, Android                                | Arcade game, Jumper       | Um jogo arcade que acompanha as aventuras de um ovo que caiu da segurança de seu ninho em uma caverna aterrorizante.                                                                                          |
| Ishi               | 2015 | Android                                     | Arcade game               | Um jogo arcade onde o jogador assume o controle de uma criatura de pedra chamada Ishi e eles têm que navegar em cavernas escuras profundas enquanto coletam pedras preciosas e derrotam vilões desagradáveis. |
| Seasons of War     | 2015 | iOS, Android                                | TBS                       | Permite аo jogador tornаr-se o governador de uma cidade imperial distante e aumentar suas posses através de regras sábias.                                                                                    |
| Ludo Blitz         | 2015 | iOS, Android, Facebook                      | Family board game         | A versão atualizada de Ludo de 2009. |
| Golem Wars         | 2015 | iOS                                         | TBS                       | Jogo de estratégia baseado em turnos que permite ao jogador tornar-se o mestre de um exército de Golem. |
| Jolly Join         | 2015 | iOS                                         | Puzzle game               | Um charmoso quebra-cabeças de correspondência de cores com regras simples. |
| Cluster Six        | 2015 | iOS, Apple TV                               | side-scroller             | Jogo de side-scroller que envia o jogador para o futuro. |
| Robo Risk          | 2015 | iOS                                         | Climbing simulator        | Sci-Fi simulador de escalada com geração de nível aleatório e jogabilidade infinita. |
| YoHoHo             | 2015 | iOS                                         | Arcade game               | Mantenha o capitão Flyn à tona e fora da água enquanto ele navega pelo mar. |
| FlapOTron          | 2015 | iOS                                         | Arcade game               | Os jogadores devem evitar tocar nas torres usando o 3D Touch para controlar o elétron. |
| Ishi GO            | 2015 | iOS                                         | Arcade game               | Outro jogo viciante onde os jogadores têm que se esquivar das rochas, usando o controle 3D Touch. |
| Imperial Hero II   | 2015 | Browser, Android, Facebook                  | MMORPG                    | A versão atualizada de Imperial Hero de 2009. |
| Game of Emperors   | 2016 | Browser, Steam, Facebook, Windows Store     | MMORTS                    | Os jogadores desenvolvem suas próprias cidades construindo edifícios econômicos e militares, usando uma universidade na capital e expandindo seu exército, que luta nas batalhas.                             |
| MedCorps           | 2016 | iOS                                         | Strategy, Simulation      | O jogador tem que controlar uma equipe de especialistas, lutar contra doenças, aumentar sua organização e salvar o mundo de vírus perigosos.                                                                  |
| Kingdoms Online    | 2017 | iOS, Android                                | MMORTS                    | Versão móvel de Imperia Online adaptada para os jogadores de língua árabe nos países do MENA. |

## Formação e educação
Em 2013 Imperia Online criou a primeira escola para os desenvolvedores de jogos na Bulgária. Ela foi originalmente chamada Imperial Training Camp e sua primeira temporada preparou os 40 entusiastas para o campo profissional de PHP/MySQL and Java/Android. 20 desses 40 graduados foram contratados por Imperia Online, e o resto foram recomendados para outras empresas de software.
A segunda temporada do Imperial Training Camp chamou ainda mais atenção e desta vez havia 80 alunos, divididos em 4 grupos de 20: 62 graduados, 30 foram contratados por Imperia Online.
Para a terceira temporada a Imperia Online. foi acompanhada por uma outra empresa búlgara Trader.bg e a escola foi renomeada para " IT Talents Training Camp ". Até então os cursos são  PHP/ MySQL, Java/ Android, JavaScript, Objective-C/iOS, and Java SE / Java EE. A partir de janeiro de 2015, a terceira temporada está terminando com 115 particpantes, sendo que a maioria foi contratada por diversas empresas.
Todos os anos, há 180 graduados com sucesso da academia. O IT Talents Training Camp já está fazendo parcerias com mais de 80 empresas do setor de TI para fornecer-lhes especialistas qualificados. A iniciativa registrou mais de 2000 pedidos por temporada, dos quais cerca de 200 candidatos mais motivados foram autorizados a ingressar nos cursos intensivos de cinco meses. IT Talents é uma ONG desde 2016 e é fornecida com o Google Ad Grants, que lhe permite fazer campanhas gratuitas de Google AdWords. A partir de novembro de 2017, o Município de Burgas organiza um programa de cinco meses em cooperação com IT Talents Training Camp. O treinamento é totalmente gratuito e as inscrições são feitas com um breve formulário de inscrição.

## Terceirização
Em maio de 2015 Imperia Online fundou uma empresa privada de terceirização de TI chamada Imperia Mobile Ltd. Até ao final do ano, a nova unidade liderada por Radoslav Gaidarski já lançou com sucesso mais de 10 grandes projetos. A empresa de terceirização oferece uma gama completa de serviços para executar um projeto técnico e superar todos os desafios, contando com a capacidade total de mais de 165  desenvolvedores profissionais, designers, artistas, especialistas em controle de qualidade e desenvolvedores de negócios que atualmente trabalham em Imperia Online Em janeiro de 2017, Imperia Mobile Ltd.  iniciou um processo de rebranding que foi concluído com sucesso em abril e a empresa foi oficialmente renomeada Upnetix. A empresa possui mais de 50 projetos lançados e know-how em mais de 10 setores. Em setembro de 2018, a empresa foi adquirida por uma das principais empresas de TI da Bulgária - a ScaleFocus.

## Prêmios e indicações
Imperia Online foi nomeada para as categorias do BAITS 2013 de 'Educação' e 'Categorias de Responsabilidade Corporativa e Social”.
Imperia Online foi proclamada ‘A Rising Star’(estrela em ascensão), em mais rápido crescimento das empresas de TI da Deloitte para 2014 com um crescimento de 498%.

Imperia Online foi indicado em três categorias dos prêmios Game Connection Awards 2014:
- ‘IP Promissor’/(‘Promising IP’)
- ‘Área de trabalho Transferível’/(‘Desktop Downloadable’)
- 'Game hardcore'/ (Hardcore Game)

Imperia Online foi nomeada para 'App desenvolvedor de 2014' no Appsters.
Em 2015 Imperia Online foi premiada pela Deloitte como o 14º mais rápido crescimento de TI da empresa na Europa Central, tendo 592% de crescimento da receita 2011-2014.
Novamente em 2015 Imperia Online foi indicada em três categorias para ‘Forbes Business Awards 2015’:
- ‘Empregado do ano’ / (Employee of the Year)
- ‘Desenvolvimento de negócio’ / (Business Development)
- Desenvolvimento de recursos humanos’ / (Human Resources Development)

O empregado da Imperia Online, Ilian Iliev, foi premiado com o 2º lugar como Employer of the Year, pela Revista Forbes.
Em 2016 os dois álbuns com a música do Imperia Online têm sido apresentados em 'Amazônia Hot New Releases' em Soundtrack (versões novas mais vendidas). A música, do compositor Hristo Hristov, sobe ao topo em 10 de Amazon Alemanha.
Em junho de 2016, em Bulgarian Game Awards, Imperia Online. foi indicada para 'Melhor Local de Trabalho' e 'Desenvolvedor do Ano', enquanto dois dos jogos da empresa foram indicados nas seguintes categorias:
- Imperial Hero II - 'Melhor estratêgia' , 'Melhor Jogo de interpretação de personagens'
- Seasons of War - 'Jogo do ano'

Em janeiro de 2017, Imperia Online foi indicada para campeão nacional na categoria 'foco no cliente' em 'European Business Awards'.
No mesmo mês, Imperia Online foi indicada para Forbes Business Awards na categoria: 'Política de relacionamento com o cliente'.
A Imperia Online foi indicada para os prémios da Associação Búlgara de Tecnologias de Informação (BAIT)  nas seguintes categorias:
- Responsabilidade social corporativa
- Software de entretenimento

No final de janeiro, um dos jogos da empresa - Seasons of War foi nomeado para o Indie Prize em Casual Connect em Berlim.
Em fevereiro, o jogo Imperia Online Viber Emperors, foi indicado no 13º International Mobile Game Awards.
Em abril, o jogo Kingdoms Online recebeu uma nomeação para o prêmio E-volution de Forbes Bulgária, na categoria "Going Abroad".
No mesmo mês, o Viber Emperors ganhou o prêmio na categoria 'Melhor aplicativo de jogo' de Webit Awards 2017, realizado em Sófia, Bulgária.
O presidente executivo Dobroslav Dimitrov, foi finalista na 10ª edição do concurso 'Gerente do Ano' na Bulgária, organizado por Revista Manager.
Em setembro de 2017, o principal título da empresa - Imperia Online estava entre os jogos indicados para a estratégia favorita em TIGA Awards.
Um mês depois, Imperia Online recebeu uma indicação em The Global Entrepreneurship Monitor (GEM)  na categoria 'Parcerias' para a cooperação com Game Troopers na plataforma Windows
Em dezembro, a empresa foi anunciada como uma das finalistas no concurso nacional 'Empresa Inovadora do Ano'.
No final de 2017, Imperia Online ganhou três prêmios em Forbes Business Awards nas seguintes categorias:
- Desenvolvimento empresarial;
- Política do Cliente;
- Recursos humanos;

A empresa foi premiado na categoria "Melhor Produto TIC Búlgaro" em BAIT 2017 para o jogo Kingdoms Online - totalmente localizado para o mercado árabe.
Em janeiro de 2018, Imperia Online estava entre os finalistas em 'Européan Business Awards', na categoria ‘One to Watch’ para Bulgária na categoria 'Expansão Internacional'. Em março, a empresa foi anunciada como Vencedora Nacional de 2017-18.
Em maio de 2018, Game of Emperors foi indicado para Indie Prize em Casual Connect em Londres. E logo após ser anunciado como vencedor de Applovin workshop em São Francisco. Em outubro de 2018, o Kingdoms Online estava entre os jogos indicados para o Indie Prize em Casual Connect em Belgrado.
Game of Emperors recebeu uma indicação para 'melhor jogo de estratégia' de TIGA 2018.
Imperia Online foi premiado por ser dedicado na iniciativa e na ajuda no desenvolvimento da Технологическо училище „Електронни системи“ [TUES], parte da Universidade Técnica de Sófia.
Em novembro de 2018, a empresa foi indicada e premiada por “Grandes resultados na inovação” na competição nacional “Empresa Inovadora do Ano” com o jogo Imperial Hero.